# Pseudanarta pulverulenta
Pseudanarta pulverulenta är en fjärilsart som beskrevs av Smith 1891. Pseudanarta pulverulenta ingår i släktet Pseudanarta och familjen nattflyn. Inga underarter finns listade i Catalogue of Life.